# Courtney Crumrin e as Criaturas da Noite
Courtney Crumrin e as Criaturas da Noite é uma história em quadrinhos, escrita e ilustrada por Ted Naifeh e publicado pela Oni Press em 2003 e lançado no Brasil pela Devir Livraria em 2007.

## Sinopse
Courtney Crumrin não é uma menina muito feliz. Sua mãe e seu pai, após anos vivendo além dos seus padrões, finalmete encontraram uma solução para suas dificuldades finaceiras: eles estão se mudando para a casa do seu tio rico, o Professor Aloysius Crumrin. A enorme mansão vitoriana do velho Crumrin se encaixa perfeitamente na próspera vizinhança de Hillsborough. No entanto, como Courtney logo descobre, o Tio Aloysius tem uma reputação sinistra em toda a região, e ele e sua residência são alvos dos rumores mais sombrios.

Enquanto os pais de Courtney conseguem a tão desejada inclusão na alta sociedade, ela se sente como se tivesse mergulhado num pesadelo onde é uma excluída entre seus novos colegas de classe. Mas, como se isso já não bastasse, a antiga e decadente mansão parece abrigar seres ainda mais estranhos do que a sua mãe, seu pai ou o Tio Aloysius.

Eles rastejam às escondidas pelos corredores escuros. Eles trituram ossos pelos cantos. E, às vezes, eles sobem na cama e observam Courtney enquanto a menina dorme. Sua mãe e seu pai não os percebem, mas o Tio Aloysius os conhece muito bem. Ele os chama de "Criaturas da Noite".

## Personagens
| Personagem           | Descrição | Capítulos em que aparece | Nota                                                                                          |
| Courtney Crumrin     | É uma menina que é excluída pelos colegas de classe por ser neta do Aloysius Crumrin. Seus pais também não lhe dão muita atenção.                                                                                    | Todos                    | Protagonista                                                                                  |
| Aloysius Crumrin     | Um velho que tem evitado a vida pública, é rico e possui uma mansão em Hillsborough. Um poderoso bruxo que apesar de não demonstrar, ama profundamente Courtney.                                                     | Todos                    | Co-Protagonista                                                                               |
| Pais da Courtney     | Duas pessoas que parecem não se importar com a filha. Tentam tornar-se pessoas da alta sociedade. | Todos                    | Secundários (Apesar de aparecerem em todos os episódios, não tem muita importância no enredo) |
| Sra. Calpurnia Crisp | Professora da Courtney. Na verdade ela é uma bruxa, fazendo um favor para Aloysius, vigiando Courtney. | 3                        | Terciário                                                                                     |
| Ferrugem             | Um duende que vive na floresta perto da casa de Courtney. Muitas vezes ele ajuda a Courtney, mas uma vez tentou devorá-la.                                                                                           | 2                        | Narrador                                                                                      |
| Alicia Oudler        | É uma garota rica e mimada, que todos os dias após as aulas faz mal a Courtney. No fim acabou desaparecendo do enredo.                                                                                               | 1                        | Antagonista                                                                                   |
| Buu                  | Um gato maléfico e falante que leva Courtneya até a cidade encantada, onde mortais são proibidos. Acaba fazendo que Courtney seja leiloada para alguém, que no final revela-se ser o Tio-Avô de Courtney, Aloysious. | 1                        | Antagonista                                                                                   |
| Axel Artuad          | Um garoto ingênuo e filho de um famoso jogador de futebol. Foi devorado por Ferrugem. | 1                        | Terciário                                                                                     |